# Elena Paunero Ruiz
Elena Paunero Ruiz (Valladolid, 21 de setembre de 1906 - Madrid, 9 de març de 2009) va ser una botànica espanyola especialitzada en agrostologia, investigadora i conservadora d'herbaris del Reial Jardí Botànic de Madrid.

## Biografia
Nascuda a Valladolid el 21 de setembre de 1906, els seus pares, Jerónimo Paunero, de Mucientes (Valladolid) i Elena Ruiz, de Vilagarcía de Arousa (Pontevedra), eren mestres d'escola. Va tenir un germà, Luis, que també va dedicar-se a la ciència. La família va traslladar-se aviat a Madrid, on ella es va educar, va fer els seus estudis universitaris i va treballar durant cinquanta anys en el Reial Jardí Botànic. La seva afició a les ciències naturals va començar quan estudiava el batxillerat a l'Institut San Isidro, que disposava de col·leccions per a l'estudi de les ciències. A més, el catedràtic de Ciencies duia sovint el seu alumnat a visitar el Museu de Ciències Naturals. Quan encara estudiava batxillerat va començar a assistir a les sessions científiques que, en el Museu, organitzava la Real Sociedad Española de Ciencias Naturales, de la qual es faria sòcia als vint anys. I a l'Institut, mentre era encara estudiant, va col·laborar com a auxiliar de ciències a petició del claustre de professors.
Va estudiar Ciències Naturals a la Universitat de Madrid i, mentre cursava la carrera va incorporar-se al grup de Micologia de la Junta per a l'Ampliació d'Estudis i feia classes a l'Institut San Isidro, el mateix on ella havia estudiat. El 1926 va obtenir la llicenciatura i l'any següent va rebre el Premi Extraordinari de Llicenciatura. El 1927 també va guanyar el concurs per a una plaça de preparadora tècnica de la secció de Fitografia del Reial Jardí Botànic de Madrid, on també va fer la seva recerca per al doctorat, i de 1927 a 1929 va ser ajudant de la càtedra de Fitografia i Geografia botànica de la Universitat Central de Madrid, al front de la qual hi havia Arturo Caballero Segares. També mentre feia el doctorat, va ser conservadora de l'Institut Cardenal Cisneros. El 1929 va llegir la seva tesi doctoral sobre «Diferentes tipos de mohos, su estudio en cultivo», que l'any següent va rebre el Premi Extraordinari de doctorat.